# Chris Maxwell
Chris Maxwell je americký zpěvák, kytarista a hudební producent. Společně s Philem Hernandezem tvoří produkční duo Elegant Too. Společně pracovali například s Yoko Ono, Rayem Daviesem a Johnem Calem. V roce 2016 vydal své první sólové album nazvané Arkansas Summer. Rovněž byl kytaristou ve skupině Skeleton Key.

## Sólová diskografie
- Arkansas Summer (2016)